# Badminton Club Chambly Oise
Le Badminton Club Chambly Oise, plus communément abrégé BCCO (ou BCCO60) est un club de badminton français. Fondé en 1980, le club compte après sa saison 2023 huit titres à son palmarès.

## Histoire
Badminton Club Chambly Oise est fondé en 1980 par Jean-Marc Pocholle. Pour la saison 2023-2024, le club compte 323 adhérents âgés de 4 à 73 ans . 

## Infrastructures
Badminton Club Chambly Oise est domicilié dans le centre sportif Marie-Amélie Le Fur à Chambly. Ce centre avec 9 terrains de badminton et près de 9000 places sur les tribunes a été inauguré le 4 octobre 2023. Il va accueillir les Championnats de France de badminton en 2025.  

## Joueurs notables
Badminton Club Chambly Oise compte parmi ses adhérents des nombreux joueurs et joueuses de haut niveau : Delphine et Fabien Delrue, Léonice Huet, Thomas Rouxel, Sacha Leveque, Lucas Mazur. Ainsi que quelques stars internationales : Hans-Kristian Vittinghus, Beatriz Corrales, Michelle Li, Eetu Heino, Marcus Ellis et Lauren Smith. 

## Championnat de France interclubs
Le BC Chambly Oise a été sacré champion de France pour la huitième fois consécutive en 2023,,,.
| Saison    | Lieu                 | Classement du club      | Dernier adversaire                 |
| 2023-2024 | Chambly              | Vice-champion de France | Fos-sur-Mer                        |
| 2022-2023 | Maurepas             | Champion de France      | Fos-sur-Mer                        |
| 2021-2022 | Mulhouse             | Champion de France      | ASPTT Strasbourg                   |
| 2018-2019 | Saint-Dié-des-Vosges | Champion de France      | Aulnay-sous-Bois                   |
| 2017-2018 | Andrézieux-Bouthéon  | Champion de France      | Issy-les-Moulineaux Badminton Club |
| 2016-2017 | Chambly              | Champion de France      | Issy-les-Moulineaux Badminton Club |
| 2015-2016 | Thionville           | Champion de France      | Issy-les-Moulineaux Badminton Club |
| 2014-2015 | Kindarena, Rouen     | Champion de France      | Aix Université Club Badminton      |
| 2013-2014 | Aix-en-Provence      | Champion de France      | Aix Université Club Badminton      |
| 2012-2013 | Tours                | Vice-champion de France | ASPTT Strasbourg                   |
| 2011-2012 | Rochefort            | Vice-champion de France | Issy-les-Moulineaux Badminton Club |

Le club termine trois fois finalistes, en 2012 face au Issy-les-Moulineaux Badminton Club, en 2013 face à l'ASPTT Strasbourg et en 2024 face à BC Fos-sur-Mer.

## Compétitions européennes
Dans le championnat d'Europe des clubs de badminton, Chambly dispute six finales dont cinq consécutives de 2016 à 2022.